# Morris Levy

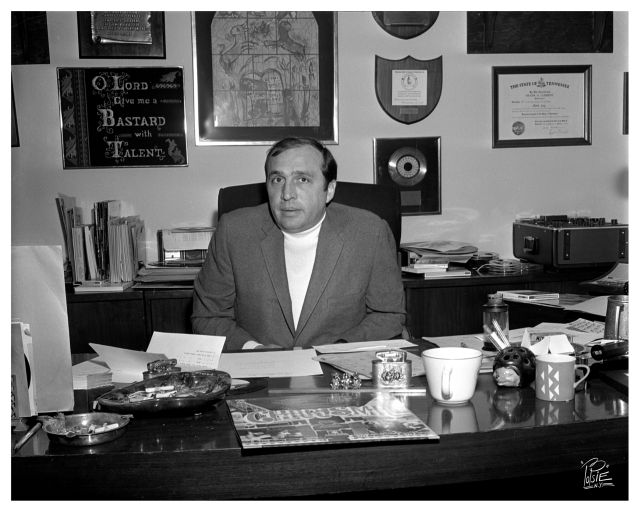
Morris Levy en su oficina en diciembre de 1969

Morris Levy (Harlem, Nueva York, 27 de agosto de 1927 - Ghent, Nueva York, 21 de mayo de 1990) fue un empresario de la industria musical más conocido por ser miembro fundador de Roulette Records y propietario de los clubes de jazz Birdland y Roulette Room. En el cénit de sus negocios, Levy poseía más de noventa empresas que empleaban a 900 personas, incluyendo plantas de impresión de discos, de duplicación de cintas, una compañía de distribución, una cadena de tiendas de discos y varios sellos discográficos. En 1990, fue condenado por cargos de extorsión en una investigación del FBI sobre la supuesta infiltración del crimen organizado en el negocio de la música, y falleció tras perder su apelación y dos meses antes de su entrada en prisión.
Levy, conocido como Moishe o Mo en la industria musical, fue descrito por la revista Billboard como «uno de los empresarios más controvertidos y extravagantes de la industria discográfica» y por Variety como «The Octopus» por «tener un intenso control en todas las áreas de la industria del disco, desproporcionado en relación con el tamaño de sus empresas». Por su parte, Allmusic lo describió como «un ladrón notorio que estafó a los artistas a través de regalías adeudadas».